# Wyżnia Rówienkowa Przełęcz
Wyżnia Rówienkowa Przełęcz (słow. Zadné Javorové sedlo, niem. Hinterste Jaworowascharte, węg. Leghátsó-Jávor-csorba) – przełęcz położona w słowackich Tatrach Wysokich. Znajduje się w bocznej grani odchodzącej na północny zachód od Małego Jaworowego Szczytu, tuż poniżej jego wierzchołka. Oddziela ten szczyt od Zadniej Jaworowej Turni.
Wyżnia Rówienkowa Przełęcz nie jest dostępna dla turystów, nie prowadzą na nią żadne znakowane szlaki turystyczne. Dla taterników stanowi dogodny dostęp do Jaworowej Grani, lecz jedynie od górnych partii doliny Rówienki lub od Zawracika Rówienkowego.

## Historia
Pierwsze wejścia turystyczne:
- Włodzimierz Boldireff i Mieczysław Karłowicz, 11 września 1908 r. – letnie,
- Jadwiga Pierzchalanka i Jerzy Pierzchała, 10 kwietnia 1937 r. – zimowe.